# Spontán Kollabok
A Spontán Kollabok a magyar rapper Krúbi második középlemeze, ami 2025.március 21-én jelent meg. A lemezen közreműködött Sisi, Dzsúdló és Fekete Giorgio (Carsom Coma frontembere) is. A középlemezen található három dal mindegyikén producerként dolgozott BEATó, azonban megjelenik még Jappán és Lusta Geri is.

## Az album dalai
| 1.    | Szép               | 3:12 |
| 2.    | Amikor Feladtam    | 3:42 |
| 3.    | Öld meg a csirkét! | 4:12 |
| 11:08 |                    |      |